# Benjamin Köhler
Pour les articles homonymes, voir Köhler.
Benjamin Köhler né le 4 août 1980 à Berlin, est un footballeur allemand évoluant au poste de milieu offensif au 1. FC Union Berlin.

## Carrière
- 2000-2001 : Hertha BSC Berlin (Allemagne).
- 2001-2002 : MSV Duisbourg (Allemagne).
- 2002-2003 : Hertha BSC Berlin (Allemagne).
- 2003-2004 : Rot-Weiss Essen (Allemagne).
- 2004-2013 : Eintracht Francfort (Allemagne).
- janv-juin 2013 : 1. FC Kaiserslautern (Allemagne).
- depuis 2013 : 1. FC Union Berlin (Allemagne).

## Palmarès
Néant